# Стрелба с лък
Стрелбата с лък е способ за ловуване и воюване, и е олимпийски спорт. Тя е сред най-древните занимания на човека, датиращо от мезолита – около 10 000 пр.н.е.).
Китайците пренасят стрелбата с лък в Япония през 6 век. Японците наричат тяхното бойно изкуство кюджуцу (kyujutsu – изкуствотo на лъка), по-известно като кюдо (kyudo – път на лъка). Стрелецът стреля от 28 метра в цел с размер 36 см диаметър. Лъкът е дълъг 2,21 метра, направен от ламиниран бамбук и дърво.
През Гръко-римския период лъкът все по-често се използва за лов и бойни действия. Близкоизточните народи – асирийци, перси, хуни, монголи и турци, завладяват с помощта му голяма част от Европа и Азия.
Популярността на стрелбата с лък се дължи до голяма степен и на митологични фигури като Робин Худ, Вилхелм Тел и герои от древногръцката митология. През 16 век с изобретяването на барута и пушката обаче стрелбата с лък продължава да се развива единствено като спорт за състезания и забавление.